# Phyllactis conquilega
Phyllactis conquilega is een zeeanemonensoort uit de familie Actiniidae.
Phyllactis conquilega is voor het eerst wetenschappelijk beschreven door Duchassaing & Michelotti in 1860.